# 徐州
徐州（じょしゅう）は、中国の行政区分の一つ。

## 先秦時代
『尚書』禹貢篇では、上古の中国の九州（華夏九州）の一つに数えられている。その範囲は、おおよそ現在の山東省南東部と江蘇省の長江以北であった。

## 漢代・魏晋南北朝時代
紀元前106年（元封5年）、漢の武帝が全国を13州に分割し各州に刺史を置いた際、現在の山東省南東部と江蘇省の長江以北に相当する地域に徐州刺史部を置いた。後漢に入って郯県（現在の山東省郯城県）を州治とした。三国時代、魏は州治を彭城（現在の江蘇省徐州市）に移転した。
永嘉の乱により西晋が滅ぶと、江南を中心に東晋が成立した。東晋は淮河以北の地を喪失したため徐州も北半分が失われ、州治は南へ移転した。411年（義熙7年）には州治は京口（現在の江蘇省鎮江市）にまで南下した。南朝宋は421年（永初2年）に徐州を南徐州と改称され、北徐州を徐州と改称された。
一方、東晋とは淮河を挟んで対立した五胡十六国、および南朝と対立した北朝諸国でも徐州が置かれた。4世紀末から5世紀初頭にかけては十六国の各政権がそれぞれに徐州を置いた。
- 後燕は徐州の州治を黄巾固（現在の山東省済南市章丘区）に置いたが、後に黎陽（現在の河南省浚県の東）、鄄城（現在の山東省鄄城県の北）に移転させ、その後廃止した。
- 南燕は徐州の州治を莒城（現在の山東省莒県）に置いたが、管轄する範囲は現在の山東省臨朐県にそびえる沂山の東南から黄海沿岸の浜海一帯であった。
- 後秦は徐州の州治を項県（現在の河南省沈丘県の南）に置いた。管轄する範囲は現在の河南省商丘市・太康県・商水県以東の地区と、安徽省亳州市・渦陽県・蒙城県の周辺であった。その後は廃止された。
- 北魏は、433年（延和2年）に徐州の州治を済陽県（現在の河南省蘭考県の東北）に置いたが、皇興年間初頭に廃止した。

## 隋代
隋初には、徐州は3郡7県を管轄した。607年（大業3年）に州が廃止されて郡が置かれると、徐州は彭城郡と改称され、下部に11県を管轄した。隋代の行政区分に関しては下表を参照。
| 隋代の行政区画変遷 | 隋代の行政区画変遷      | 隋代の行政区画変遷 | 隋代の行政区画変遷 | 隋代の行政区画変遷 | 隋代の行政区画変遷 | 隋代の行政区画変遷 | 隋代の行政区画変遷 | 隋代の行政区画変遷 | 隋代の行政区画変遷                                               |
| 区分               | 開皇元年                | 開皇元年           | 開皇元年           | 開皇元年           | 開皇元年           | 開皇元年           | 開皇元年           | 区分               | 大業3年                                                          |
| ------------------ | ----------------------- | ------------------ | ------------------ | ------------------ | ------------------ | ------------------ | ------------------ | ------------------ | ---------------------------------------------------------------- |
| 州                 | 徐州                    | 徐州               | 徐州               | 仁州               | 仁州               | 睢州               | 譙州               | 郡                 | 彭城郡                                                           |
| 郡                 | 彭城郡                  | 蘭陵郡             | 永昌郡             | 蘄城郡             | 穀陽郡             | 睢南郡             | 竜亢郡             | 県                 | 彭城県 沛県 蕭県 蘭陵県 滕県 豊県 蘄県 穀陽県 符離県 留県 方与県 |
| 県                 | 彭城県 沛県 承高県 呂県 | 承県 蕃県          | 豊県               | 蘄県               | 高昌県 臨淮県      | 符離県 竹邑県      | 竜亢県             | 県                 | 彭城県 沛県 蕭県 蘭陵県 滕県 豊県 蘄県 穀陽県 符離県 留県 方与県 |

## 唐代
621年（武徳4年）、唐が王世充を平定すると、彭城郡は徐州と改められた。742年（天宝元年）、徐州は彭城郡と改称された。758年（乾元元年）、彭城郡は徐州の称にもどされた。徐州は河南道に属し、彭城・沛・蕭・滕・豊・宿遷・下邳の7県を管轄した。

## 宋代
宋のとき、徐州は京東西路に属し、彭城・沛・蕭・滕・豊の5県を管轄した。

## 元代
元のとき、徐州は帰徳府に属し、蕭県1県を管轄した。

## 明代以降
1381年（洪武14年）、明により徐州は直隷州に昇格した。徐州直隷州は南直隷に属し、蕭・沛・豊・碭山の4県を管轄した。
1733年（雍正11年）、清により徐州直隷州は徐州府に昇格した。徐州府は江蘇省に属し、銅山・蕭・沛・豊・碭山・宿遷・睢寧・邳州の1州7県を管轄した。
1913年（民国2年）、府制廃止に伴い徐州府も廃止され、その府治のあった場所に銅山県が設置された。徐州会戦で日本軍により陥落した後、汪兆銘政権が銅山県に徐州市を置かれたが、徐州の名が復活している。